# Bożena Umińska-Keff
Bożena Umińska-Keff, née en 1948 à Varsovie, est une poétesse et essayiste polonaise. Elle est par ailleurs chercheuse en littérature à l'Institut historique juif Emanuel Ringelblum. Professeur en philosophie et éthique, elle est également critique de cinéma, traductrice, militante et activiste sociale.

## Biographie
Née en 1948, elle entreprend des études de philologie polonaise et de philosophie. Elle est actuellement professeur au département d'études de genre de l'Université de Varsovie. En 2013 paraît son essai Niezamknięta historia / Antisemitism. An Unfinished Story, un livre qui aborde un sujet très délicat en Pologne, l'antisémitisme, et qu'elle a destiné à être lu par le public le plus large. Elle espère de cette façon que les jeunes étudiants auront facilement accès à ces problématiques. Il s'agit d'un livre qui explique les mécanismes de la pensée antisémite tout en proposant des idées pour y remédier. Elle y explore et interroge les mécanismes implicites gravés dans les cultures chrétiennes, notamment la culture catholique polonaise. Pour Bożena Umińska-Keff, l'antisémitisme polonais institue un « Juif commun », désincarné, intéressé uniquement par l'argent, sans âme.
À travers son activisme politique, Bożena Umińska-Keff s'attache à déconstruire les aspects discriminatoires de la culture polonaise que sont la misogynie, l'homophobie et l'antisémitisme (notamment l'antisémitisme d'État, en Pologne).
En 2018 paraît en français la traduction de De la Mère et de la Patrie, pièce de théâtre unanimement saluée d'abord en Pologne (elle reçoit le prix Nike 2009, équivalent du Prix Goncourt en Pologne) puis à l'international, ce qui lui vaut des traductions en allemand, anglais, espagnol et italien. Rapidement, le milieu du théâtre polonais s'empare de ce texte et en 2010, Marcin Liber le met en scène au Teatr Współczesny de Szczecin. En 2011 Jan Klata en propose une interprétation scénique au Teatr Polski de Wrocław.